# Хетафе
Хетафе (ісп. Getafe) — місто і муніципалітет в Іспанії, у складі автономної спільноти Мадрид. Населення — 169 130 осіб (2010).

## Географія
Муніципалітет розташований на відстані близько 12 км на південь від Мадрида.
На території муніципалітету розташовані такі населені пункти: (дані про населення за 2010 рік)
- Ла-Альдеуела-і-Ла-Торресілья: 44 особи
- Серро-де-лос-Анхелес: 55 осіб
- Хетафе: 147863 особи
- Пералес-дель-Ріо: 8300 осіб
- Аседінос: 0 осіб
- Ла-Аталаюела: 1 особа
- Ель-Берсіаль: 12814 осіб
- Каньяда-дель-Моліно: 0 осіб
- Лос-Льянос: 53 особи

## Демографія
Динаміка населення (INE ):

## Релігія
- Центр Хетафської діоцезії Католицької церкви.

## Галерея

Розташування муніципалітету у автономній спільноті Мадрид
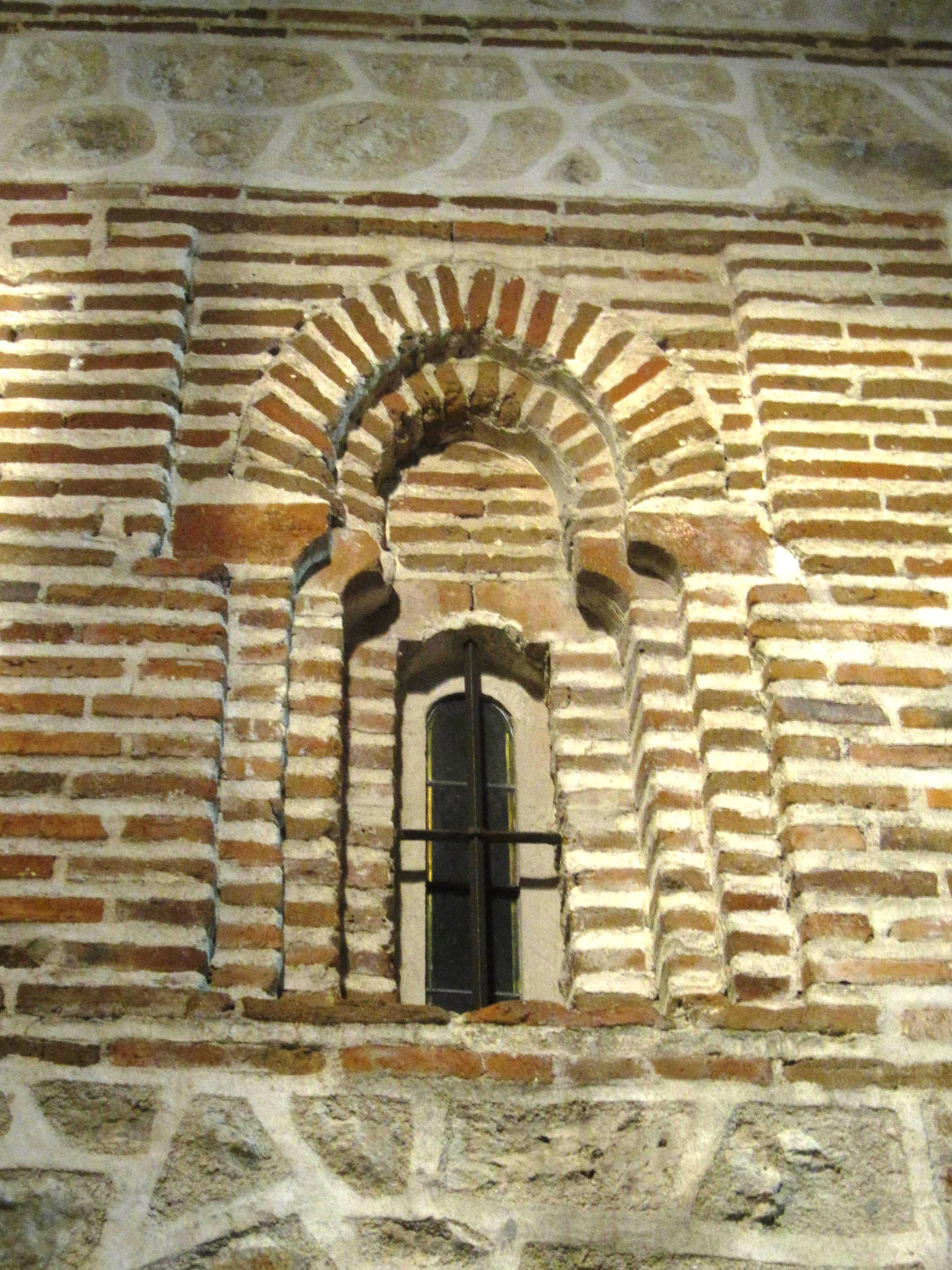
Вікно кафедрального собору XIV століття, Хетафе
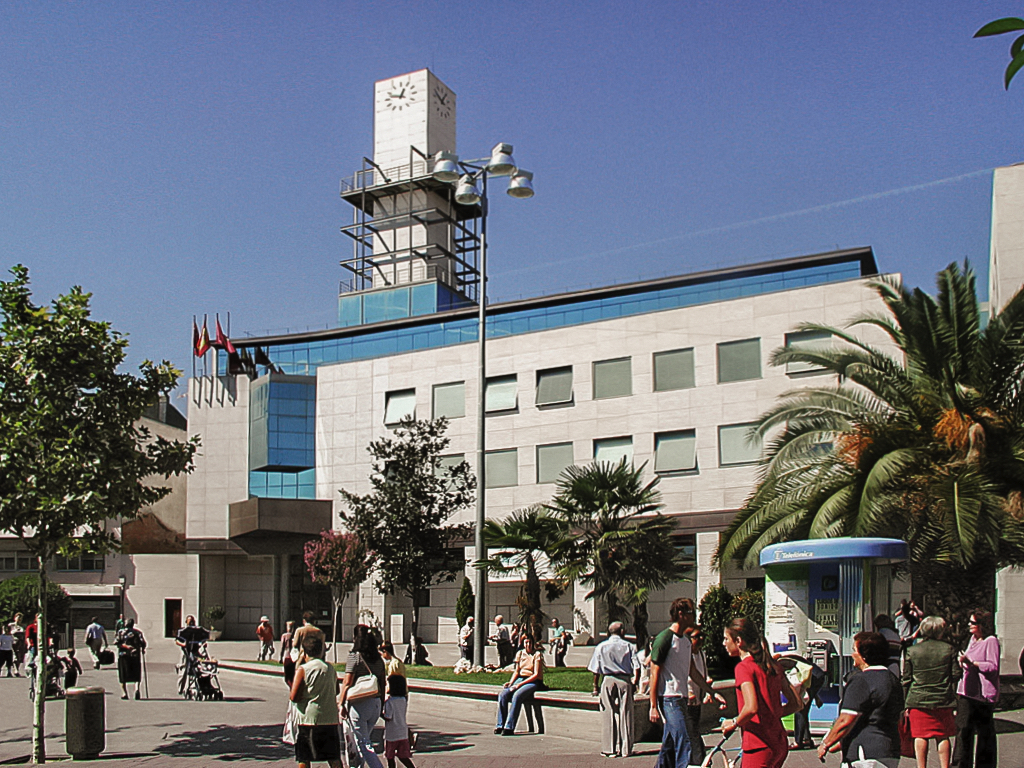
Муніципальна рада
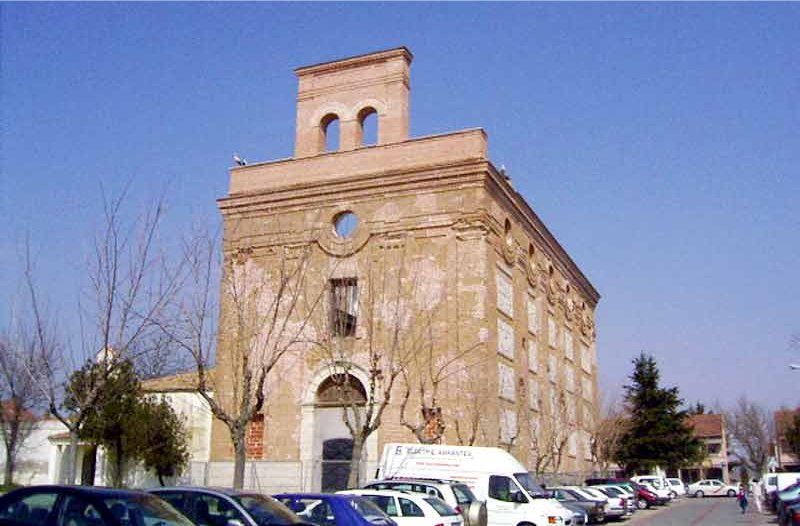
Церква у Пералес-дель-Ріо (район Хетафе), одна з найстаріших споруд муніципалітету
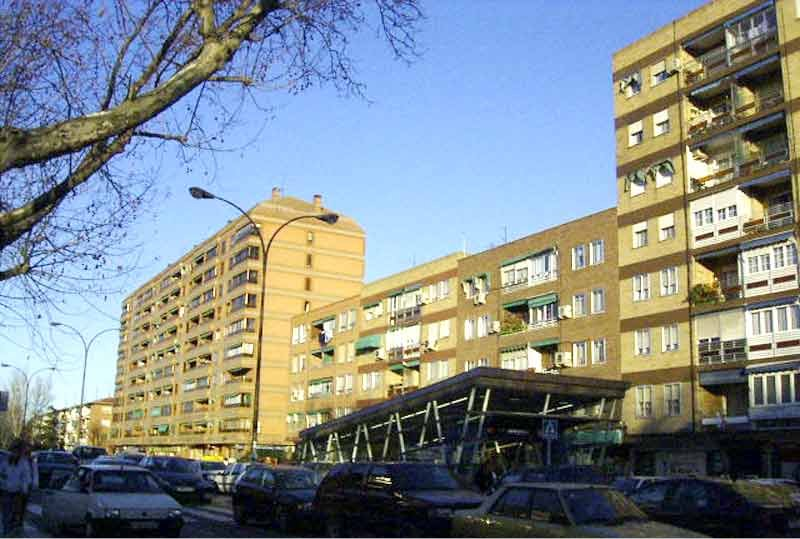
Авеніда-де-Еспанья
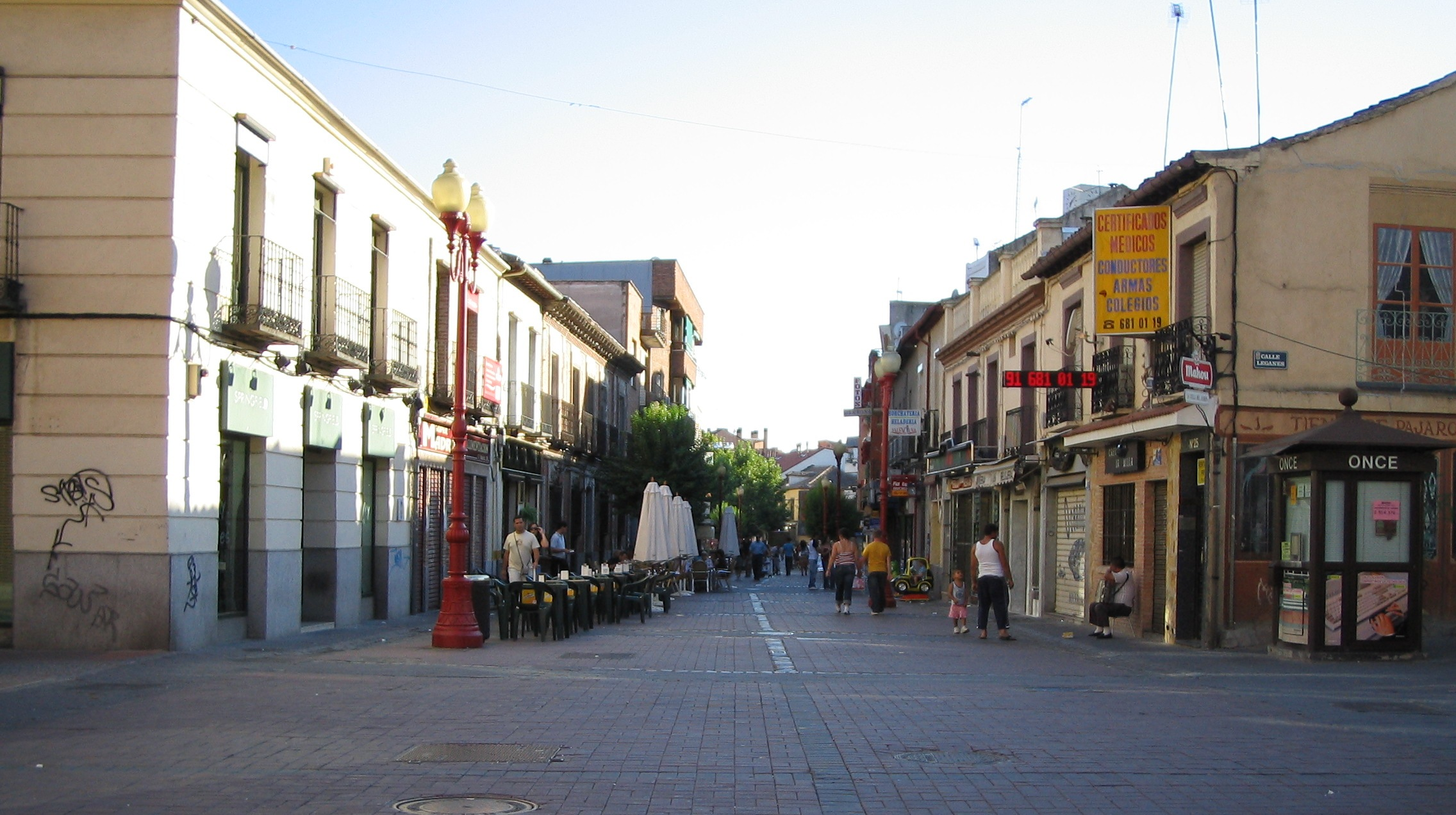
Кальє-Мадрид
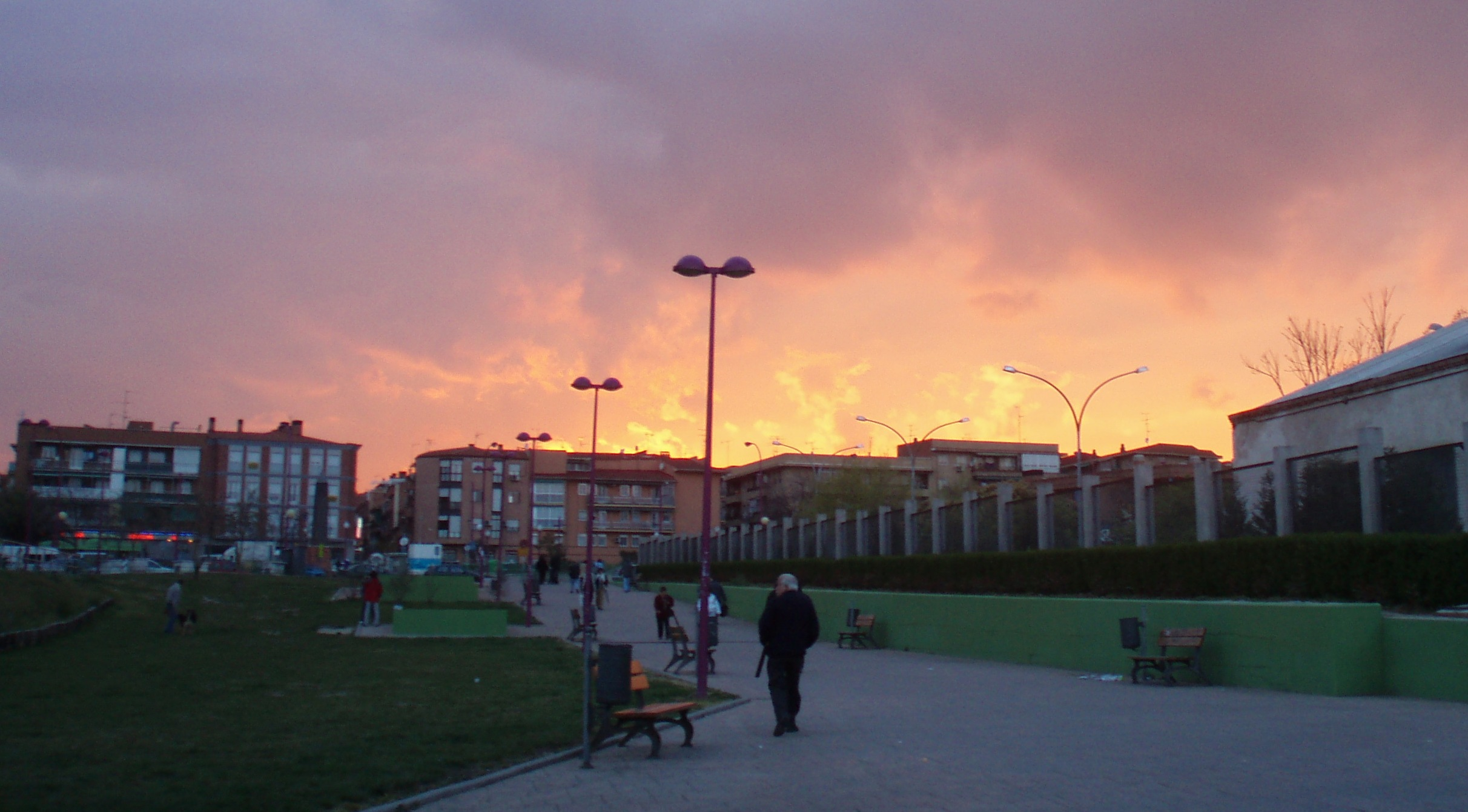
Район Ла-Алондіга увечері
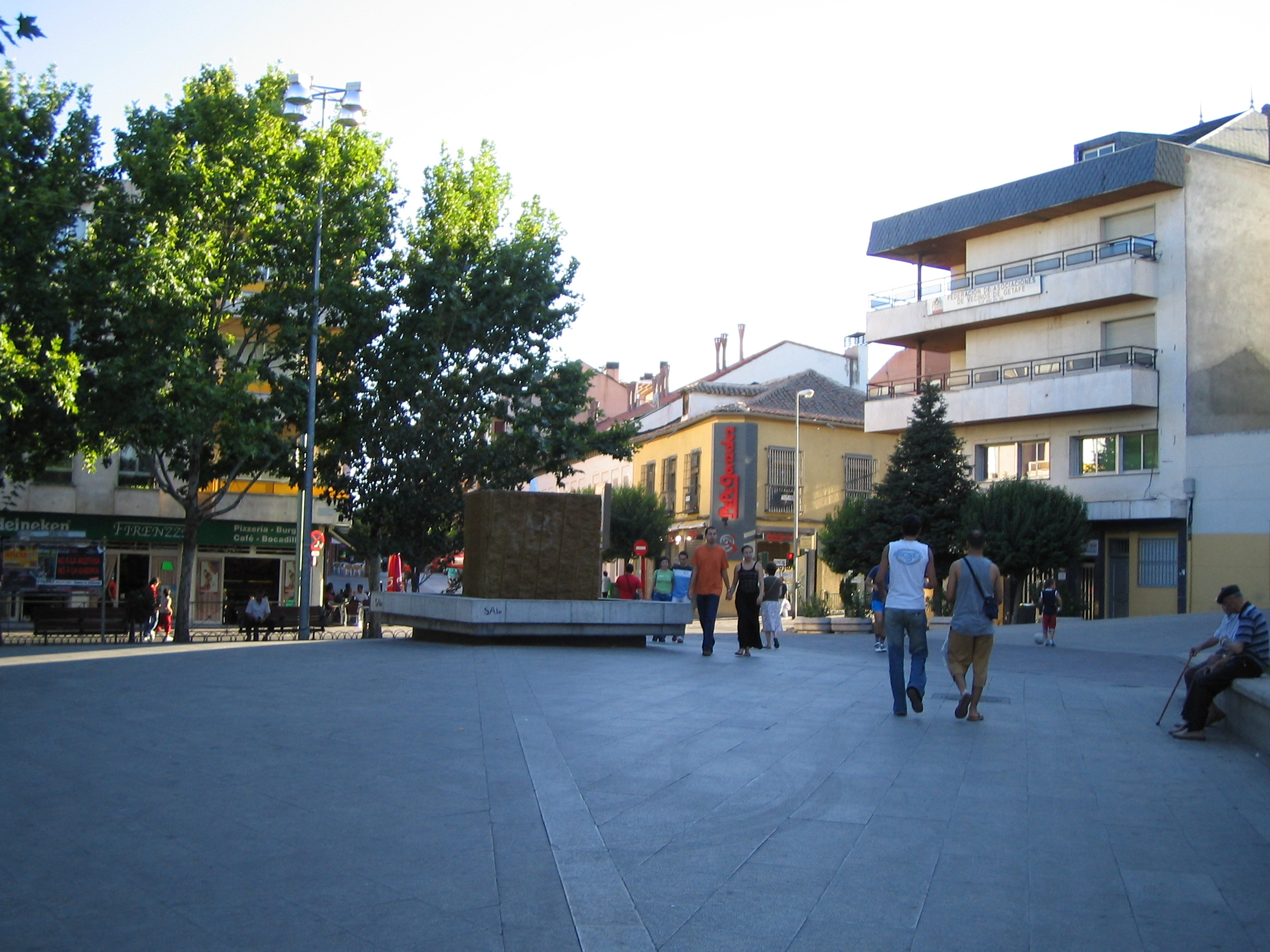
Пласа-де-ла-Констітусьйон
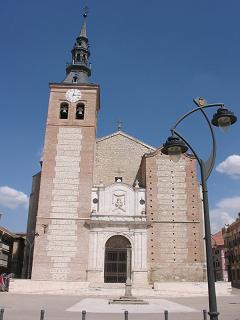
Кафедральний собор Нуестра-Сеньйора-де-Ла-Магдалена
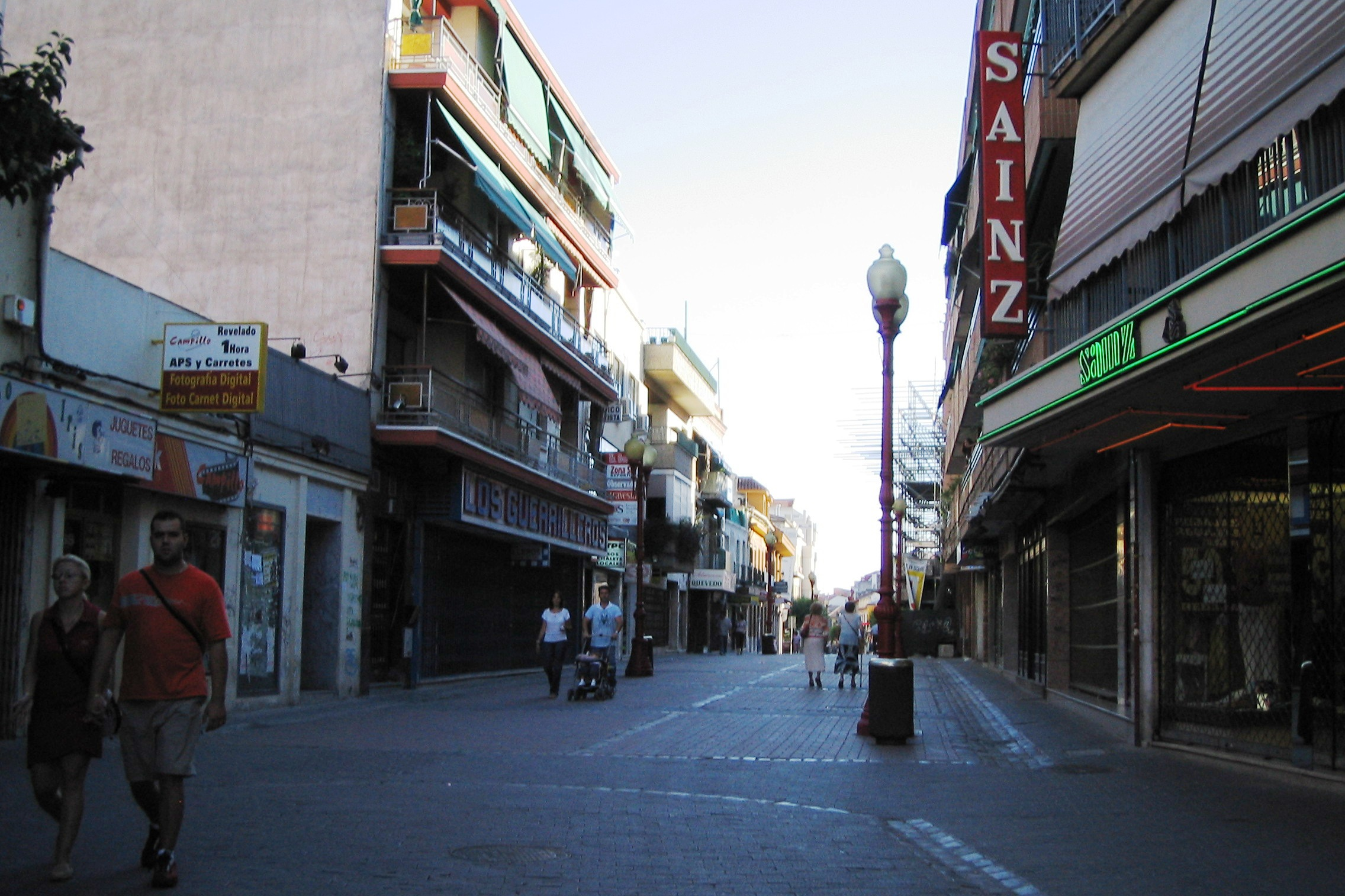
Кальє-Мадрид